# بارتلو
بارتلو (به انگلیسی: Bartlow) یک روستا و محله مدنی در بریتانیا است که در کمبریج‌شر جنوبی واقع شده‌است. بارتلو ۱۱۰ نفر جمعیت دارد.